# FGM-148 Javelin
El FGM-148 Javelin, o Sistema avanzado de armas antitanque mediano (AAWS-M), es un misil antitanque portátil de fabricación estadounidense en servicio desde 1996 y mejorado continuamente. Reemplazó al misil antitanque M47 Dragon en servicio en Estados Unidos. Su diseño es del tipo dispara y olvida. El Spike utiliza un buscador infrarrojo automático, que permite al usuario buscar una cobertura inmediatamente después del lanzamiento, en contraste con los sistemas de misiles guiados por cable, como el sistema utilizado por el Dragon, que requiere que el usuario guíe el arma durante todo el proceso de lanzamiento hasta el impacto. La ojiva antitanque altamente explosiva (HEAT) del Javelin puede destruir a los tanques modernos mediante un ataque superior, golpeándoles desde arriba, donde su blindaje es más delgado, y también es útil contra fortificaciones en un vuelo de ataque directo.
Hasta 2019, según afirma el fabricante, el Javelin se había utilizado en alrededor de 5.000 enfrentamientos exitosos.

## Desarrollo y entrada en servicio
En enero de 1978, un documento oficial del Ejército Estadounidense reconocía e identificaba las deficiencias del predecesor del Javelin, el M47 Dragon, que era el sistema antiblindaje portátil utilizado hasta ese momento. Pero tuvieron que pasar algunos años antes de que el Javelin comenzara su creación. En 1989, el Ejército de EE. UU. declaró un ganador para el desarrollo de lo que sería el Javelin, tal vez uno de los mejores misiles de su tipo en los próximos años. Estaba llamado a reemplazar al Dragon. Las empresas responsables por este nuevo proyecto fueron Raytheon, para el sistema de lanzamiento, guía electrónica, y software, y una división de la Lockheed Martin (buscador del misil y ensamblaje del misil).
Así, el Javelin entró en producción en 1994, y el sistema completo fue puesto en servicio en junio de 1996 para el Ejército de EE. UU. Desde entonces se han producido más de 9.000 unidades.

## Componentes

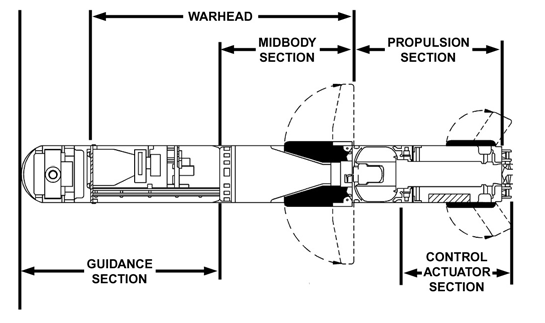
Componentes de misiles

El sistema de armas Javelin (Jabalina) consiste en dos partes: la unidad de comando de lanzamiento (en inglés, CLU) y el proyectil. El CLU pesa solamente 6,4 kg, siendo uno de los más livianos de ese tipo. Incorpora un sistema pasivo de adquisición de blancos, que combina una mira para luz del día (con 4 aumentos) y una con imagen térmica de segunda generación (con 4 y 9 aumentos). Esta mira incorpora también un sistema de enfriamiento. Todo lo que necesite el tirador está en la CLU.
El proyectil está formado por el misil Javelin en sí mismo y el Montaje del Tubo de Lanzamiento. Las características de dicho misil lo hacen entrar en una categoría muy selecta. Tiene un alcance de 65 metros a 4 kilómetros (el doble que su predecesor, el DRAGON), y es además un misil del tipo "dispara y olvida", lo cual indica que, una vez lanzado, el tirador no debe guiarlo. El misil, equipado con un buscador infrarrojo, cuando se acerroja sobre un blanco lo sigue automáticamente. La guía infrarroja, de cadmio/mercurio, está enfocada en longitudes de onda comprendidas entre los 8 y los 20 micrones.

## Funcionamiento

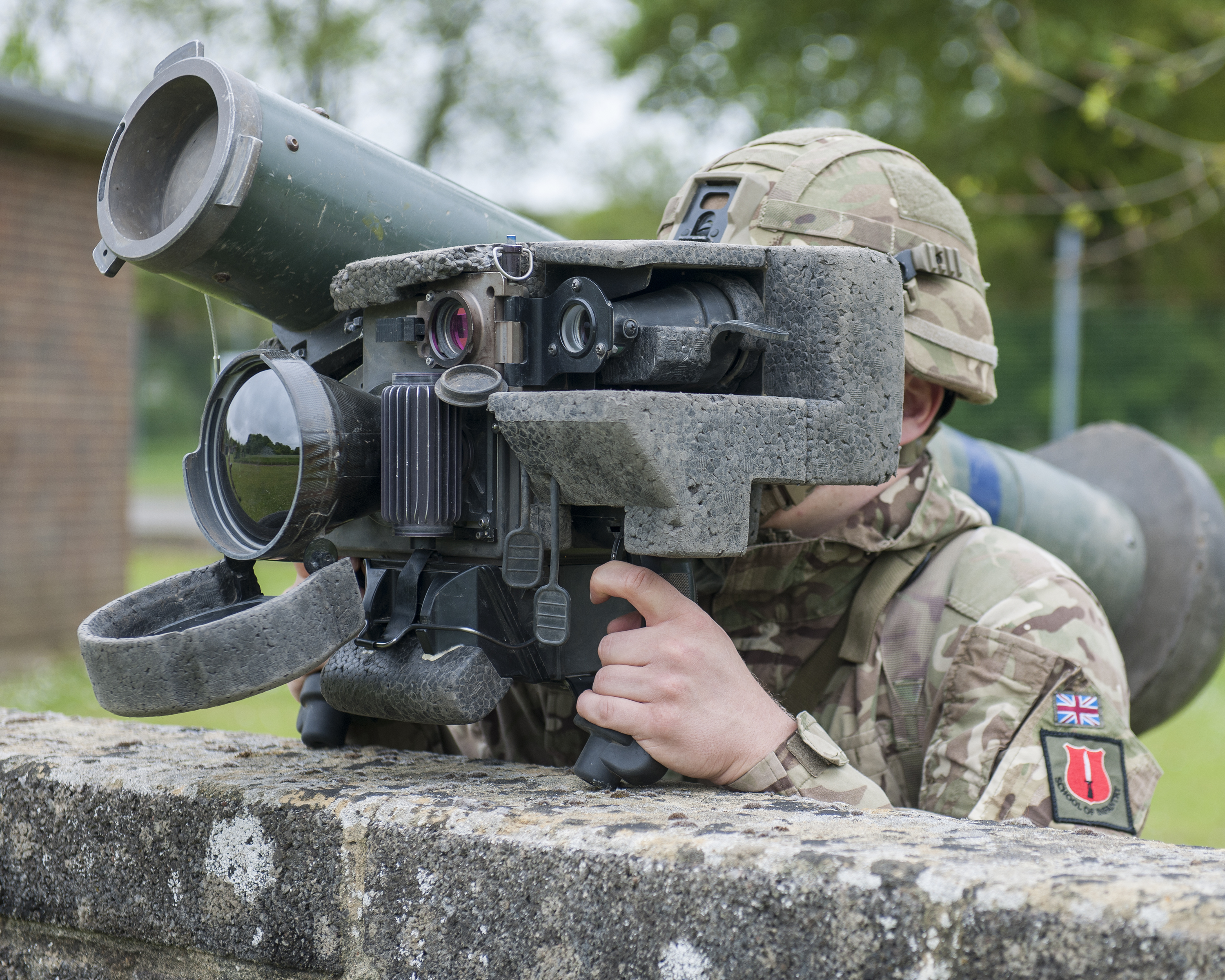
La Unidad de Lanzamiento de Comando.
De izquierda a derecha, las lentes NFOV, WFOV y de día.

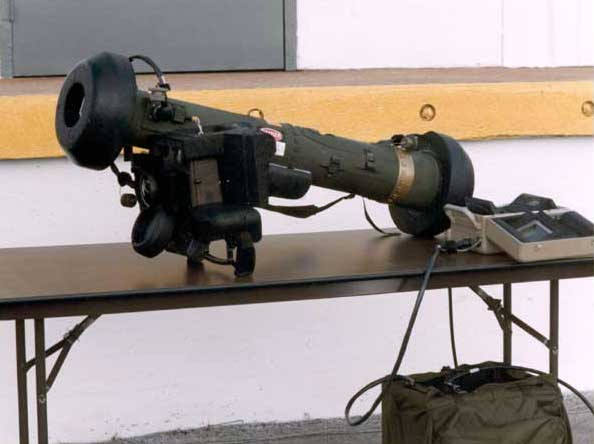
Un lanzador FGM-148 Javelin.

El misil tiene una cabeza de guerra doble, lo que lo hace ideal para la guerra acorazada moderna. La primera carga está pensada para detonar todo tipo de blindaje reactivo que pueda llevar el blanco, mientras que la segunda debe perforar el blindaje básico. Esto hace que el Javelin sea distinto a los demás, ya que pocos sistemas tienen esta característica.
El sistema de propulsión consiste en un diseño de dos etapas, de combustible sólido, que producen poco humo y dan la posibilidad de un lanzamiento suave, incluso en lugares muy reducidos. Esto hace posible el uso del misil en áreas muy pequeñas, como desde dentro de un edificio o en posiciones muy cubiertas.
El Javelin puede ser cargado y disparado por un solo hombre, aunque necesita asistentes que lo protejan y transporten la munición extra.

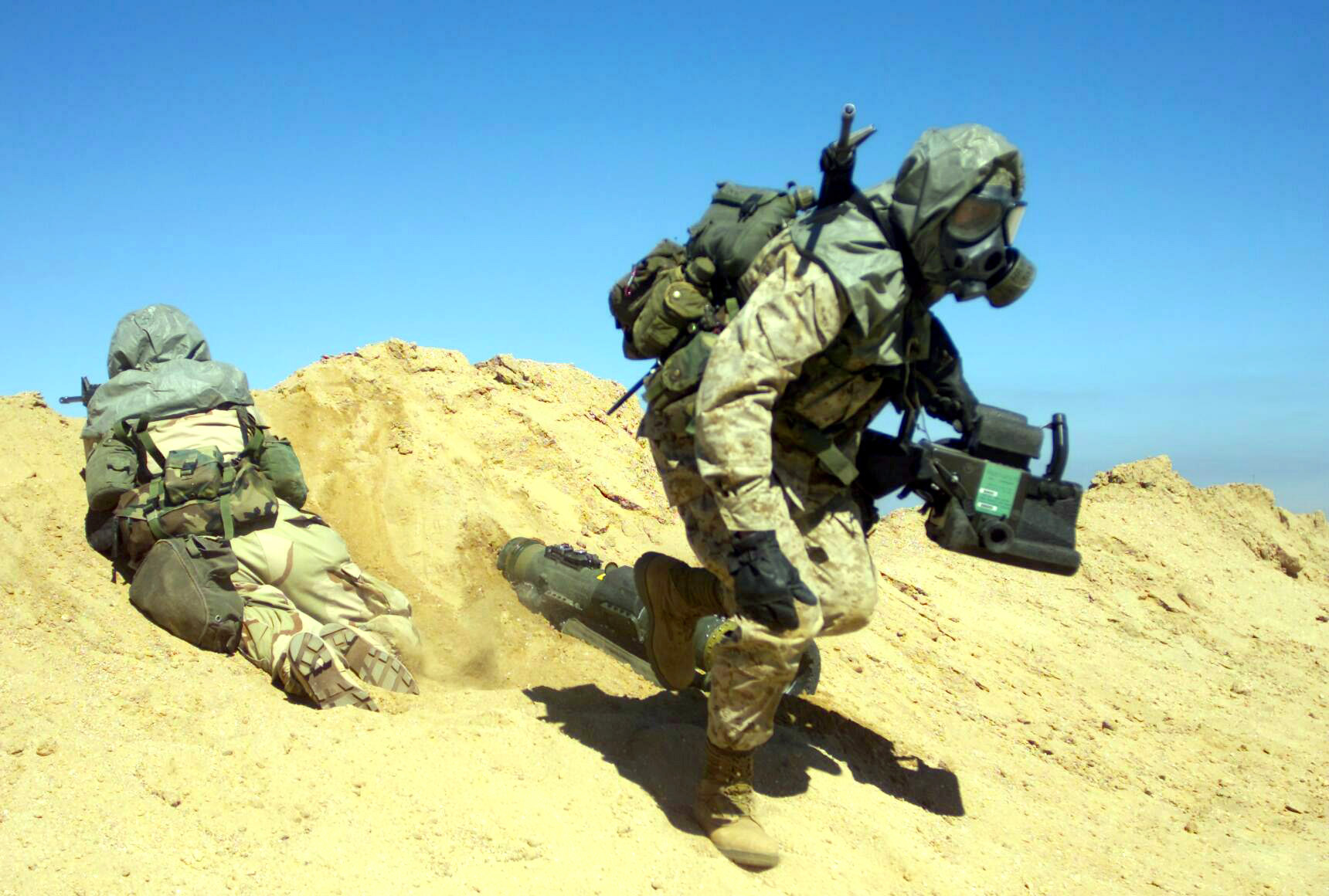
El CLU después de la acción.

El Javelin es muy sencillo y rápido de usar, estando listo para disparar en menos de 30 segundos, y pudiendo ser recargado en sólo 20. El misil se coloca en la CLU y el tirador busca su blanco usando la mira (nocturna o diurna), colocando un cursor sobre el blanco. En ese momento, acerroja el buscador automático del misil en el objetivo, dándole una orden directa. A partir de ese momento, el Javelin puede ser lanzado sin que el tirador deba seguirlo, y este puede cambiar de posición automáticamente después del lanzamiento.
Esta es una ventaja muy grande con respecto a otros misiles guiados por cable, fibra óptica o designadores láser, muy populares en el mercado de armas.
En el momento del lanzamiento, el sistema da una eyección suave del misil, de manera que el tirador no recibe mucho retroceso en su hombro.Cuando el misil está en el aire y lo suficientemente lejos del tirador, la segunda etapa, más grande, se enciende.
Por si fuera poco, el sistema tiene dos modos de uso que lo hacen más eficaz. Estos dos modos son: ataque directo o por arriba.
El ataque directo se utiliza especialmente contra los blancos secundarios del misil, que son posiciones muy cubiertas, búnkeres, edificios y helicópteros. En este modo, el misil toma la ruta más corta hasta su blanco, pudiendo alcanzar en este modo los 50 metros de altura.
Sin embargo, el modo de ataque por arriba busca destruir más rápidamente los blancos principales para los cuales fue pensado el Javelin: los tanques. Estos aparatos tienen siempre dos partes más vulnerables: la de arriba y la de abajo. En este modo de ataque, el misil, en lugar de tomar la vía más directa, impactando en los costados del vehículo, trepa hasta una altura determinada para luego caer sobre él en el techo. El misil se dispara con una elevación de 18.º y cuando alcanza los 150 metros, cae sobre el blanco desprotegido. Este misil, preparado para enfrentar los más modernos tanques del mundo, puede dejar fuera de combate un vehículo acorazado anticuado sin mucho esfuerzo, incluso atacándolo en su parte frontal, gracias a su ojiva de combate con una penetración de más de 600 mm.

## Impacto en el campo de batalla

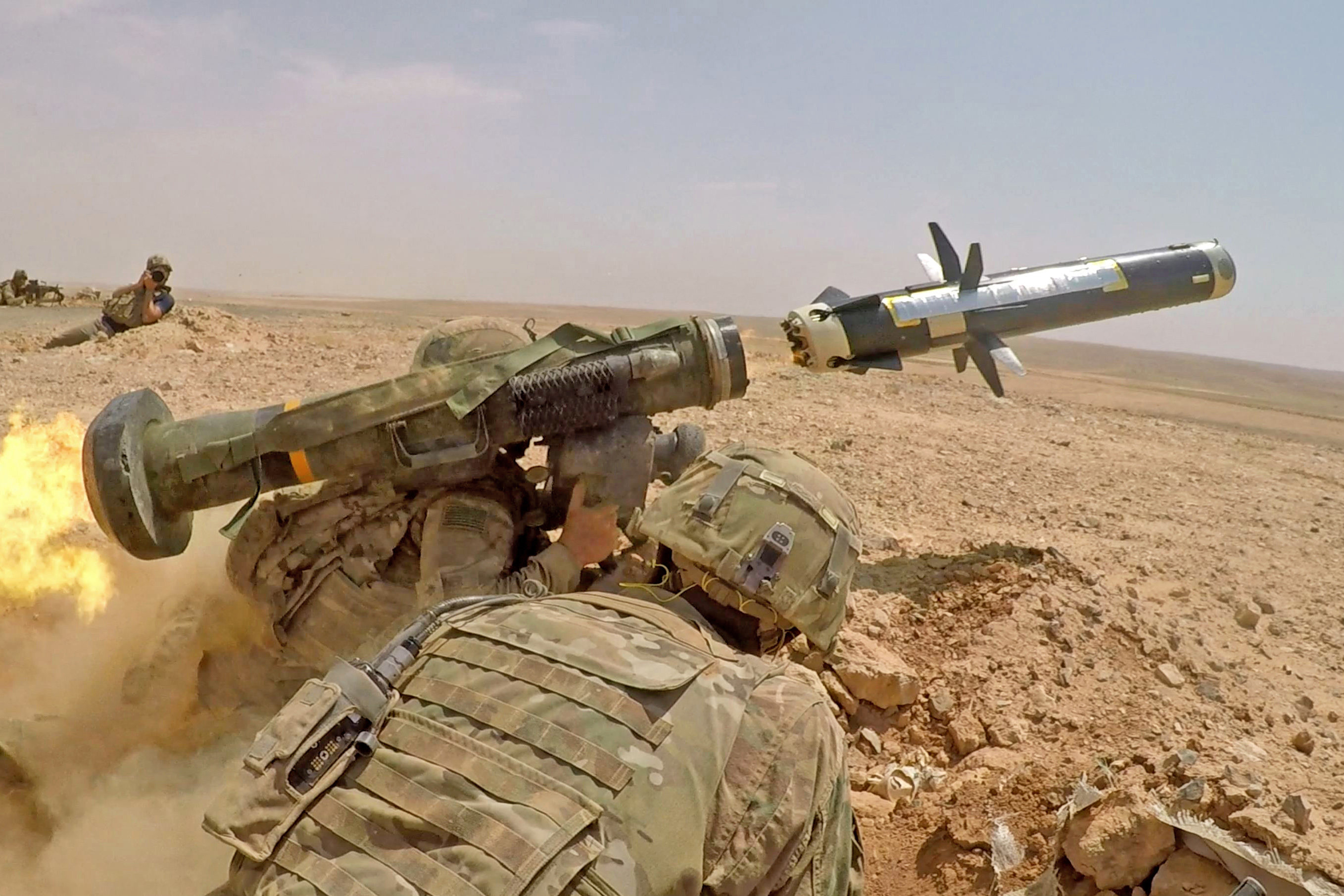
Un Javelin disparado por un soldado estadounidense en Jordania durante el ejercicio "Eager Lion 2019".

Aunque no se suele dar mucha importancia a este tipo de sistemas, son muy necesarios para llenar un vacío táctico de todo ejército. Las rupturas acorazadas son uno de los elementos tácticos más utilizados por la mayoría de los ejércitos del mundo. Dejar a la infantería con armas inadecuadas contra un tanque o algún vehículo acorazado sería una grave carencia que se pagaría muy caro.
Los vehículos acorazados tienen un poder mucho más que físico, también psicológico sobre un infante. Tener conciencia de que se tiene un arma capaz de destruir los vehículos enemigos, con seguridad para uno mismo y a un alcance relativamente grande, es algo que contrapesa ese poder.
Este es el espacio táctico que llena el Javelin y otros de su tipo: dar a la infantería, desmontada o mecanizada, la oportunidad de estar listos, en cualquier momento, para vencer o al menos detener momentáneamente un ataque superior en blindaje. Ya sea que estén o no preparados para el ataque.
El impacto, por ejemplo, en las tropas de reconocimiento, es muy grande. Estas tropas, que deben recorrer grandes distancias, en sigilo y, por lo tanto, sin tener material ofensivo ni defensivo demasiado pesado, por lo general se encontraban en desventaja frente a cierto tipo de fuerzas, sobre todo las acorazadas. Los exploradores desmontados, sobre todo, que no tienen la posibilidad de escapar o enfrentar a otros vehículos.
A estas tropas, el Javelin les da la oportunidad de enfrentarlos con un sistema sencillo de usar y relativamente liviano (menos de 30 kilogramos), que puede ser dividido en dos (montaje del misil y CLU), disparado por una sola persona y manejado por dos. Los exploradores no deben ejecutar operaciones ofensivas y por eso no se convertirán en cazadores de tanques por tener el Javelin, pero sí podrán enfrentarse las desagradables sorpresas de encontrarse frente a frente con vehículos acorazados enemigos.
A pesar de su aspecto aparatoso, el Javelin representa lo último en portabilidad en armas tan poderosas. Solamente hacen falta dos hombres para operarlo, y uno para lanzarlo.

## Historial operativo
El Javelin fue utilizado por el Ejército de EE. UU., el Cuerpo de Marines de EE. UU. y las Fuerzas Especiales de Australia en la invasión de Irak en 2003 [7] en tanques iraquíes Tipo 69 y T-72 León de Babilonia. Durante la batalla de Debecka Pass, un pelotón de soldados de las fuerzas especiales de EE. UU. equipados con Javelins destruyó dos tanques T-55, ocho vehículos blindados de transporte de personal y cuatro camiones de tropas.

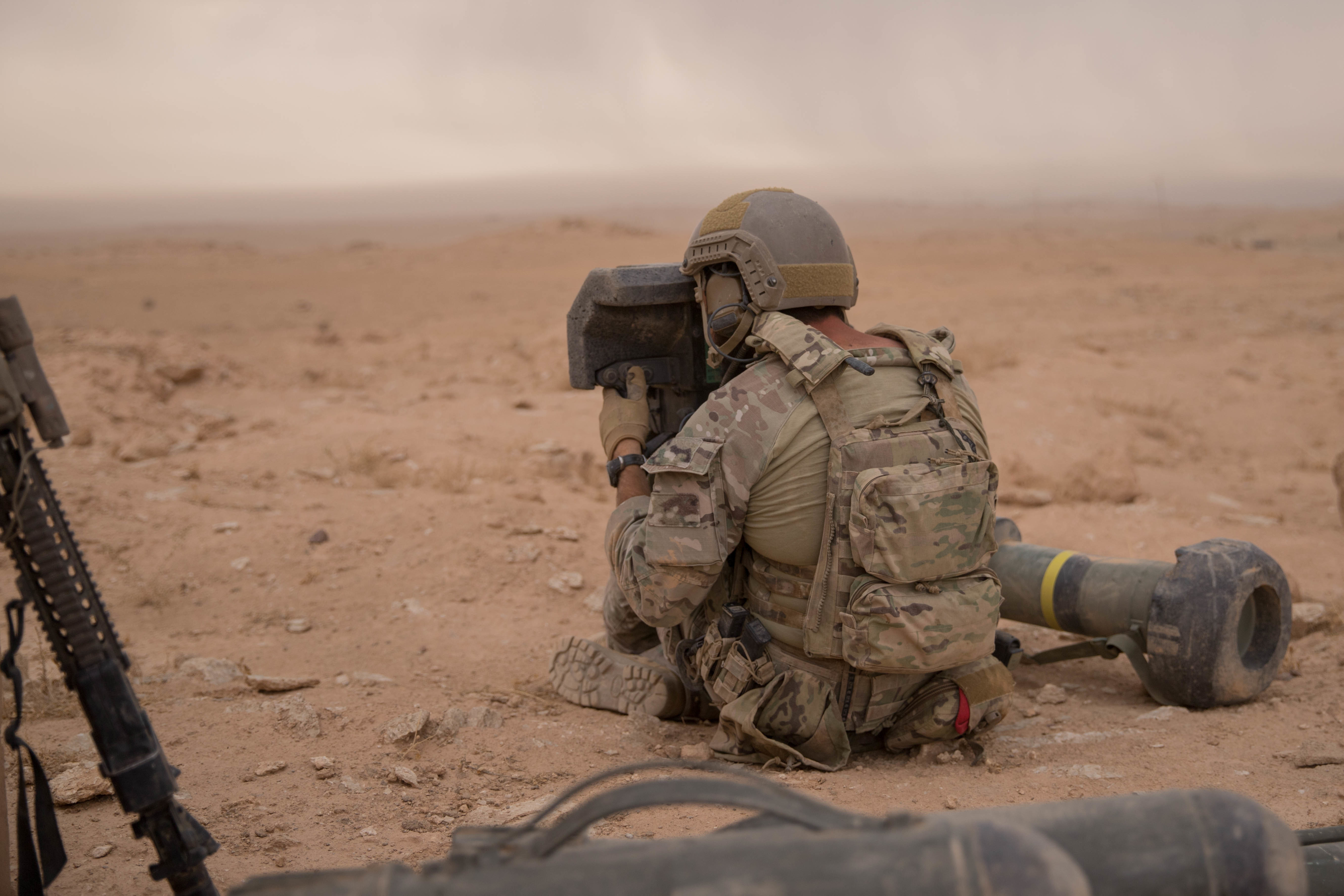
Un soldado de las Fuerzas Especiales de EE. UU. que usa una CLU de Javelin para detectar objetivos del Estado Islámico en Siria, 11 de octubre de 2018.

Durante la Guerra de Afganistán, el Javelin se utilizó con eficacia en operaciones de contrainsurgencia (COIN). Inicialmente, los soldados percibieron que el arma no era adecuada para COIN debido a su poder destructivo, pero los artilleros entrenados pudieron realizar disparos de precisión contra posiciones enemigas con poco daño colateral. El Javelin llenó un nicho en los sistemas de armas estadounidenses contra las ametralladoras pesadas DShK y los rifles sin retroceso B-10; armas como el AT4 y el M203 eran lo suficientemente potentes, pero tenían un alcance insuficiente. Por el contrario, si bien las ametralladoras medianas y pesadas y los lanzagranadas automáticos tenían el alcance, carecían del poder; y los morteros pesados, de buen alcance y potencia más que suficiente, carecían de precisión.
El Javelin tenía suficiente alcance, potencia y precisión para que la infantería desmontada contrarrestara las tácticas de enfrentamiento empleadas por las armas enemigas. Con buenos bloqueos, el misil es más efectivo contra vehículos, cuevas, posiciones fortificadas y personal individual. Si las fuerzas enemigas estuvieran dentro de una cueva, una jabalina disparada a la boca de la cueva la destruiría desde el interior, lo que no era posible desde el exterior usando morteros pesados. El efecto psicológico del sonido de un disparo de jabalina a veces hizo que los insurgentes se retiraran y huyeran de su posición. Incluso cuando no disparaba, la CLU de Javelin se usaba comúnmente como un sistema de vigilancia portátil.
Durante la ofensiva de Al-Shaddadah de la Guerra Civil Siria en febrero de 2016, se utilizó una javelin para hacer estallar un coche bomba suicida atacante.
En 2016, se publicaron afirmaciones en las redes sociales de que las Unidades de Protección Popular del Pueblo Kurdo (YPG) de Siria podrían haber recibido misiles Javelin. Para junio de 2018, aún no se había confirmado si las propias YPG estaban desplegando misiles Javelin, aunque se ha visto a unidades de las fuerzas especiales de EE. UU. operándolos en apoyo de los avances de las Fuerzas Democráticas Sirias (SDF) durante la ofensiva de Deir ez-Zor en el Medio valle del río Éufrates.
En junio de 2019, las fuerzas del Gobierno de Acuerdo Nacional de Libia capturaron 4 javelines de las fuerzas del Ejército Nacional Libio. Estos misiles habían sido proporcionados por los Emiratos Árabes Unidos.
Durante la invasión rusa de Ucrania de 2022, la OTAN proporcionó miles de javelines a Ucrania, donde demostraron ser muy eficaces. Las javelines han sido responsables de una parte de los cientos de vehículos blindados que Ucrania ha destruido, capturado o dañado. Una imagen denominada "Saint Javelin", que muestra a la Virgen María sosteniendo un lanzador de javelin al estilo de una pintura de la iglesia ortodoxa oriental, ganó atracción en las redes sociales y pronto se convirtió en un símbolo de la resistencia ucraniana contra la invasión rusa. El Pentágono afirmó que de las primeras 112 javelines disparados por los ucranianos desde el comienzo de la guerra, 100 misiles habían dado en el blanco.
En un comentario del Centro de Estudios Estratégicos e Internacionales (CSIS), se plantearon preocupaciones sobre el stock estadounidense de misiles Javelin. Según CSIS, EE. UU. ha utilizado cerca de un tercio de sus misiles Javelin; Hasta el momento se han suministrado 7.000, y Estados Unidos compra javelines a razón de unos 1.000 al año. La tasa de producción máxima es de 6.480 al año, pero es probable que se necesite un año o más para alcanzar ese nivel. Los pedidos tardan 32 meses en entregarse; el informe concluyó que tomaría alrededor de tres o cuatro años reemplazar los misiles que ya han sido enviados a Ucrania. La tasa de producción de misiles podría aumentar considerablemente con un esfuerzo de adquisición nacional. El 8 de mayo de 2022, el director ejecutivo de Lockheed Martin, James Taiclet, declaró que Lockheed casi duplicará la producción de javelines a 4000 al año. Además, los funcionarios ucranianos estimaron que se usaban hasta 500 misiles por día en los primeros días de la guerra. El 8 de agosto de 2022, EE. UU. se comprometió a enviar 1000 misiles Javelin adicionales.
El 3 de julio de 2023, los infantes de marina ucranianos de la 36.ª Brigada de Infantería de Marina (Ucrania) afirmaron haber derribado un helicóptero Ka-52 con un FGM-148 Javelin.

## Ventas internacionales
Habiendo pasado favorablemente el filtro de las autoridades de defensa, el Javelin puede ser vendido a casi cualquier nación del mundo que cumpla algunos requisitos. Así ha sucedido teniendo en cuenta lo que promete el sistema en sí, cosechando un gran éxito de ventas en poco tiempo.
En octubre de 2001, Taiwán se convirtió en el primer país que se dispuso a comprar los Javelin, firmando en julio del año siguiente un acuerdo para el suministro de 60 unidades lanzadoras y 360 misiles. También en diciembre de 2001, Lituania seleccionó el sistema para sus fuerzas armadas. Igualmente, Jordania compró 30 lanzadores y 110 misiles en esa época. En julio de 2002, Australia pidió 92 lanzadores y 600 misiles. Finalmente, en noviembre de 2002, las Fuerzas de Defensa Irlandesas ordenaron 38 lanzadores de Javelin para reemplazar al sistema Milan.
Uno de los últimos en adquirir el Javelin fue Inglaterra, cuyo Ministerio de Defensa anunció en enero de 2003 que compraría los Javelin para satisfacer requerimientos de defensa propios. Este misil reemplazó al sistema Milan y entró en acción con las fuerzas de reacción rápida del Ejército Británico a partir de 2005. Varias empresas locales fabricaron subsistemas.

## Operadores
- Arabia Saudita[22]
- Australia: 92 lanzadores.[23]

- Baréin: 13 lanzadores.[24]

Mapa con operadores FGM-148 Javelin en azul

- República Checa: Adquirió 3 lanzadores y 12 misiles para sus fuerzas especiales (destinados a ser utilizados en Afganistán).[25]
- Estados Unidos[26][27]
- Francia: 126 lanzadores y 780 misiles para su uso en Afganistán.[28] En sustitución de los misiles antitanque MILAN.[29]
- Georgia: 63 lanzadores.[30]
- Ucrania: 377 lanzadores.[31]
- Indonesia[32]
- Irlanda[33]
- Jordania: 30 lanzadores y 116 misiles fueron recibidos en 2004, y otros 162 lanzadores (CLUs), 18 misiles y 1808 misiles antitanque JAVELIN teledirigidos y otros equipos de apoyo fueron ordenados en 2009. El costo estimado es de 388 millones de dólares.[34]
- Lituania: 40 lanzadores.[35]
- Nueva Zelanda: 24 lanzadores y 120 misiles.[36]
- Noruega: 100 lanzadores y 526 misiles. Entregados en 2006, en uso desde 2009.[37]
- Omán: 30 lanzadores.[38]
- Polonia: En marzo de 2020, el Gobierno Polaco compró 180 misiles Javelin y 79 unidades de lanzamiento por un valor agregado de 100 millones de dólares.[39]
- Taiwán: En 2002, Taiwán compró 360 misiles Javelin y 40 unidades de lanzamiento por $ 39 millones. El contrato también incluye dispositivos de entrenamiento, apoyo logístico, equipo asociado y de formación.[40] En 2008, Estados Unidos publicó una notificación del Congreso para la venta de otros 20 lanzadores y 182 misiles más.[41]
- Emiratos Árabes Unidos[42]
- Reino Unido: Entró en servicio en el Reino Unido en 2005 reemplazando los sistemas MILAN y Swingfire.[1][43][44]
- YPG: Su presencia en el conflicto sirio está confirmada, existen fotos y videos que así lo demuestran, se sabe que es utilizado solamente por los Kurdos.[45]

### Usuarios potenciales
- Catar: En marzo de 2013, Catar pidió la venta de 500 misiles Javelin y 50 unidades de lanzamiento.[46]
- Brasil:  En 2022, Brasil solicita comprar 33 unidades de lanzamiento y 222 misiles Javelin.
- India: Compraría algunos sistemas off-the-shelf, mientras que un número mucho mayor será fabricado en el país bajo licencia de producción. Aunque el número exacto de sistemas Javelin aún no se ha decidido, podrían ser más de 60 000. El Ejército tiene un déficit de alrededor de 44.000 ATGMs.[47][48]

## Características técnicas
- Alcance: 75 metros (min) y 4,750 metros (máx)
- Peso 18 kg (lanzador y misil)
- Longitud 1,76 metros
- Cabeza de guerra HEAT (8,4 kg)
- Guía buscador infrarrojo
- Penetración de blindaje más de 600 mm
- Uso portátil, dotación de dos hombres